# Покрајина Хузестан
Хузестан (персијски خوزستان; Hūzestān, пуним именом استان خوزستان; Ostān-e Hūzestān) је једна од 31 иранске покрајине. Смештена је у југозападном делу земље, а омеђена је Иламском покрајином на северозападу, Луристаном и Исфаханском покрајином на северу, Чахар Махал и Бахтијаријем односно Кухгилујом и Бојер Ахмадом на истоку, Бушерском покрајином и Перзијским залевом на југу, као и сувереном државом Ирак на западу. Хузестан има површину од 64.057 км², а према попису становништва из 2006. године у покрајини је живело 4,274.979 становника. Седиште покрајине смештено је у граду Ахвазу, а остали важни градови су Бехбахан, Абадан, Андимешк, Хорамшахер, Бандар-е Хомеини, Дезфул, Шуштар, Омидије, Изе, Бак-е Малек, Махшахер, Дашт-е Азадеган, Рамхормуз, Шадеган, Шуш, Масџид-Сулејман и Ховеизе.
Кроз историју је Хузестан је био оно што данашњи историчари називају древним Еламом, чији је главни град био Суза, а у претходним периодима Иранци су ову провинцију називали Елам. Староперсијски израз за Елам био је Хуџијā, што је део и његовог данашњег имена. Хузестан је једна од најстаријих иранских покрајина и понекад се назива родним местом нације с обзиром да су се у овом подручју населила аријска племена и асимилирала домородачко еламитско становништво, ударивши тако темеље будућем Персијској Ахеменидској и каснијим моћним иранским краљевинма. Хузестан је такође место где се налазила медицинска школа и град Гондишапур.
Од 16. века и почетка сафавидске династије у Ирану, јужни део покрајине почео да бива називан Арабистан. Тиме је признато велико насељавање арапских племена која су доминирала јужним делом провинције од 13. века. Арабистан је, међутим, назив који се користио само за подручја јужно и југозападно од гребена Ахваз који пролази средином покрајине од севрозапада према југоистоку и кроз Ахваз. Северно и североисточно од ове линије, ирански елемент (Бахтијари, Лури и остали) су остали доминантни до данашњег дана и задржали назив Хузестан. Подручја јужно и југозападно од гребена Ахваз, су од власти у сафавидској пријестолници Исфахан добила назив Арабистан да се призна нови етнички реалитет.
Тренутно Хузестан има 18 заступника у иранском парламенту и шест заступника у Већу стручњака.